# Ivan Milat
Ivan Robert Marko Milat (Guildford, 27 dicembre 1944 – Randwick, 27 ottobre 2019) è stato un serial killer e criminale australiano, arrestato e condannato negli anni novanta per sette omicidi.

## Biografia
Ivan Milat nasce il 27 dicembre 1944 a Guildford, un sobborgo di Sydney, da Stjepan Marko Milat (1902-1983), un emigrante jugoslavo (originario di Hrvatska Kostajnica), e Margareth Elizabeth Piddleston (1920-2001), una cittadina australiana. È il quinto di 14 figli (10 maschi e 4 femmine). 
La famiglia, povera e numerosa, abita in una fattoria di Bossley Park, 36 km a ovest del centro di Sydney, ma si trasferisce in seguito a Liverpool. I figli frequentano tutti delle scuole cattoliche, e vengono cresciuti dai genitori con un'educazione religiosa. Tuttavia, il padre di Milat viene descritto dalla famiglia come violento a causa della sua dipendenza dall'alcol. Molti dei 10 maschi, già noti alla polizia locale per piccoli crimini, possiedono coltelli e armi da fuoco, che usano nel giardino di casa per esercitarsi nel tiro a segno. 
Milat, che a detta dei fratelli mostrava un comportamento antisociale già in giovane età, finisce a 17 anni in un carcere minorile per furto. Crescendo diventa recidivo e viene più volte arrestato per furto e rapina, finché nel 1971 non viene accusato (e successivamente assolto per mancanza di prove) di aver rapito due ragazze 18enni che facevano  l'autostop e violentato una di loro. Un'accusa simile arriva anche nel 1977, ma Milat non verrà mai rinviato a giudizio.
Inizia a lavorare come camionista nel 1975 e, insieme al fratello Richard, trova un impiego nella Roads & Traffic Authority, un'agenzia che si occupa di fare la manutenzione all'autostrada che collega Sydney e Melbourne. 
Nel 1983, conosce Karen Duck, una ragazza di 16 anni incinta del cugino di lui. Si sposano l'anno successivo, e dal matrimonio nasce una figlia. Nel 1987, Duck lascia Milat per violenza domestica, e i due divorziano nel 1989.

## Backpacker Murders
"I delitti dei saccopelisti" (Backpacker Murders) è il nome dato agli omicidi avvenuti durante gli anni novanta nella Belanglo State Forest, 15 km a sudovest della cittadina di Berrima, nel Nuovo Galles del Sud in Australia, ai danni di giovani turisti che erano stati visti per l'ultima volta fare l'autostop.
Il 20 settembre del 1992, due orientatori trovano nella foresta dei resti umani in stato di decomposizione e avvertono la polizia, che scopre un altro cadavere poco più avanti. Grazie alle impronte dentali, vengono identificate in due turiste inglesi 22enni: Caroline Clarke e Joanne Walters. Quest'ultima presenta 15 segni di coltellate su tutto il corpo, mentre Clarke è stata colpita 10 volte alla testa con un fucile. Le due ragazze erano scomparse cinque mesi prima da Sydney.
Il 5 ottobre del 1993, un uomo locale scopre casualmente delle ossa in una zona remota della Belanglo: appartengono a una coppia di giovani diciannovenni di Melbourne, James Gibson e Deborah Everist, scomparsi il 30 dicembre del 1989 dopo aver lasciato Sydney per ConFest. Entrambi sono morti accoltellati. 
Il 1º novembre del 1993, la polizia trova un altro cadavere, che porta 8 segni di coltellate sulla schiena, durante un'ispezione in una radura: si tratta di una turista tedesca di 20 anni, Simon Schimdl, vista per l'ultima volta il 20 gennaio del 1991 mentre era diretta verso Melbourne. 
Sul posto ci sono dei vestiti che appartengono a un'altra turista tedesca, Anja Habschied, 20 anni. Il corpo di quest'ultima e quello del suo fidanzato, il connazionale Gabor Neugebauer (21 anni), vengono scoperti sepolti in parte a pochi metri di distanza: Habschied è stata decapitata, ma la sua testa non verrà mai ritrovata; Neugebauer è stato colpito 6 volte alla testa con un fucile. Erano svaniti nel nulla il 26 dicembre del 1991 dopo aver lasciato l'ostello in cui avevano alloggiato a Kings Cross.

## Indagini e arresto
Le autopsie effettuate su tutti i corpi dimostrano che le vittime non sono morte nell'immediato, ma hanno subito torture di vario genere prima di essere uccise. Non si escludono casi di violenza sessuale, dato che alcuni degli indumenti intimi che indossavano sono stati strappati, così come non si esclude l'ipotesi che gli omicidi siano il lavoro di due o più persone. Sulle scene del crimine, sono stati trovati dei bossoli di un fucile calibro 22 e dei mozziconi di sigaretta: un indizio che il criminale ha passato molto tempo con le vittime. 
Dopo aver completato un profilo dell’assassino, gli investigatori esaminano i registri dei veicoli immatricolati e transitanti nel Nuovo Galles del Sud, i registri di polizia interni, le licenze delle armi e le iscrizioni in palestra. Inizialmente l'elenco degli indagati è poco più di duecento, ma viene in seguito ridotto a trentadue (Milat incluso). Anche il lavoro sui bossoli e i proiettili rinvenuti consente di iniziare a collegare i vari omicidi.
La svolta nelle indagini si ha però il 13 novembre del 1993, quando la polizia riceve una telefonata da Paul Onions, dal Regno Unito.
Il giovane racconta che il 25 gennaio del 1990 si trovava in vacanza in Australia quando, facendo l'autostop nei pressi di Sydney, ha accettato un passaggio in auto da un uomo con i baffi a manubrio di nome "Bill". Ai margini della Belanglo State Forest, l'uomo gli ha puntato addosso una pistola e ha cercato di legarlo con una corda, ma Onions è riuscito a fuggire, mettendosi in salvo. 
La data a cui fa riferimento Onions è un giorno feriale, il ché consente agli inquirenti di verificare chi tra i trentadue indagati era assente dal lavoro, e Milat risulta essere l'unico. Inoltre, Milat e il suo veicolo corrispondono alle descrizioni che il sopravvissuto ha fatto quando è andato a denunciare l'accaduto alla polizia. 
Onions torna in Australia il 5 maggio del 1994 e, tra le fotografie che gli vengono mostrate, riconosce Milat come "Bill".
Milat viene arrestato per l'aggressione a Onions due settimane dopo, il 22 maggio del 1994, quando cinquanta agenti della polizia circondano la sua casa, poco distante dalla Belanglo State Forest.
L'abitazione viene perquisita e al suo interno viene scoperto un deposito di armi che contiene, tra le altre cose, un fucile  Anschütz Modello 1441/42 calibro 22, pezzi di un fucile Ruger 10/22 compatibile con quello usato per gli omicidi, una pistola Browning e un coltello Bowie. Inoltre, vengono trovati in nicchie nascoste molti degli oggetti appartenuti alle vittime, come zaini, sacchi a pelo, vestiti e macchine fotografiche. 
Vengono prese d'assalto anche le abitazioni della madre di Milat e di cinque suoi fratelli: Alex, Boris, Walter, Bill e Richard.

## Processo, anni successivi e morte
Il processo a Milat per i "delitti dei saccopelisti" si tiene a Sydney il 26 marzo del 1996, presso la Corte Suprema del Nuovo Galles del Sud. Nonostante le prove schiaccianti contro di lui, Milat si dichiara innocente rispetto a ogni capo di accusa. Il suo avvocato sostiene che non ci siano prove dirette per incriminarlo, e tenta di far ricadere i sospetti sugli altri componenti della famiglia, in particolare Richard. 145 persone siederanno sul banco dei testimoni, tra cui alcuni membri della famiglia Milat che tentano di fornire degli alibi. 
Dopo 3 mesi dall'inizio del processo, il 27 luglio del 1996 la giuria giudica Milat colpevole di tutte le accuse. Viene condannato a 7 ergastoli, uno per ogni vittima, senza possibilità di rilascio sulla parola, più a 18 anni per il sequestro, la rapina e il tentato omicidio di Paul Onions.
Nel corso degli anni, vengono effettuate speculazioni sulla possibilità che possa avere commesso fino a un totale di 37 omicidi; se questo fosse provato, Milat sarebbe il killer più "prolifico" della storia australiana, superando lo spree killer Martin Bryant, che ha ucciso in un unico atto 35 persone nel massacro di Port Arthur.
Il 16 maggio del 1997, un anno dopo la condanna, Milat tenta la fuga dal carcere di Maitland Goal con un altro detenuto, ma senza successo. Per questo motivo, viene trasferito nel carcere di massima sicurezza di Goulbourn. 
Continuerà a dichiararsi innocente fino alla morte e, per protesta, inizia a commettere atti di autolesionismo, tra cui ingoiare lamette da barba, graffette e altri oggetti di metallo.
Il 25 gennaio del 2009 si amputa il mignolo della mano sinistra con un coltello di plastica preso dalla mensa, con l'intenzione di chiedere una revisione del processo. 
Nel 2011 fa uno sciopero della fame per avere in cella una PlayStation, arrivando a perdere 25 kg. 
Nel maggio del 2019, gli viene diagnosticato un  cancro all'esofago in fase terminale e, nei mesi successivi, la polizia e gli investigatori proveranno più volte a fargli confessare ulteriori delitti, inutilmente. Milat muore il 27 ottobre del 2019 all'età di 74 anni a causa di un cancro all'esofago e allo stomaco.
Il 18 luglio del 2005, l'ex avvocato di Milat, John Mardsen, ha dichiarato sul letto di morte che Milat è stato aiutato dalla sorella Shirley Soire (1946-2003), con la quale conviveva al momento dell'arresto, negli omicidi delle due turiste inglesi Clarke e Walters.

## Riferimenti
Questi eventi hanno ispirato nel 2005 un film horror australiano intitolato Wolf Creek del regista Greg McLean e il suo sequel Wolf Creek 2. Nel 2015 è stata tratta anche una miniserie tv in due puntate intitolata Catching Milat, basata sul libro Sins of the brother di Mark Whittaker e Les Kennedy. Inoltre è stata fatta una serie tv intitolata Wolf Creek in cui una giovane turista americana, unica superstite della sua famiglia, dopo essere stata salvata parte all'inseguimento del killer.